# Cuevas Bajas
Cuevas Bajas település Spanyolországban, Málaga tartományban. Cuevas Bajas Benamejí, Encinas Reales, Cuevas de San Marcos, Villanueva de Algaidas és Antequera községekkel határos. Lakosainak száma 1341 fő (2024).

## Népesség
A település népessége az elmúlt években az alábbi módon változott:
| Lakosok száma | 1461 | 1460 | 1441 | 1454 | 1494 | 1431 | 1416 | 1395 | 1353 | 1341 |
|               | 2001 | 2004 | 2007 | 2009 | 2012 | 2014 | 2017 | 2019 | 2022 | 2024 |